# يو إف سي 218
يو إف سي 218: هولواي ضد ألدو 2 (بالإنجليزية: UFC 218: Holloway vs. Aldo 2)‏ هو حدث لفنون القتال المختلطة نظمته يو إف سي، أُقيم في 2 ديسمبر 2017، على ليتل سيزرز أرينا في ديترويت، ميشيغان، الولايات المتحدة.